# Ulica Górnośląska w Kaliszu

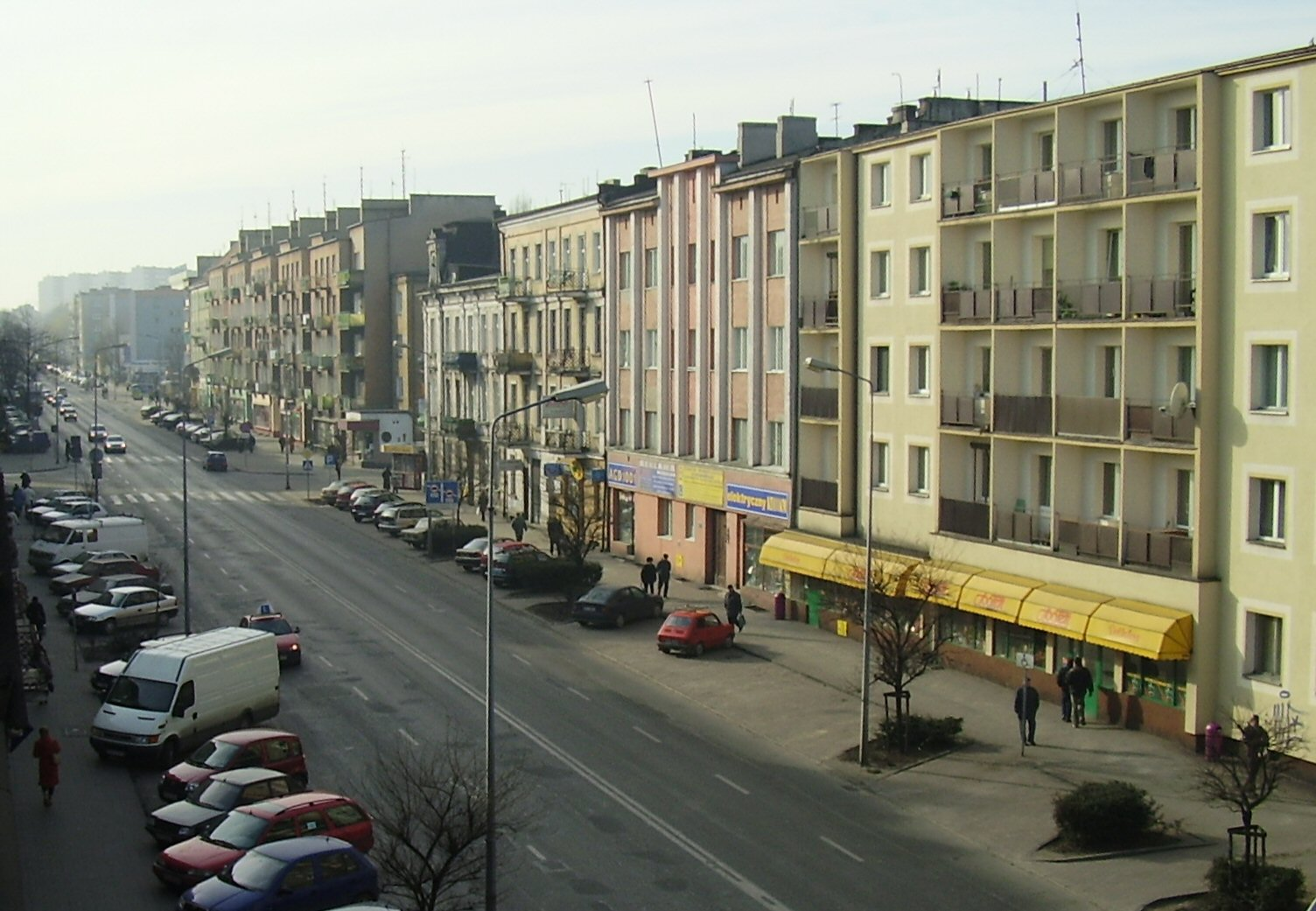
Ulica Górnośląska, widok na południe (2005)

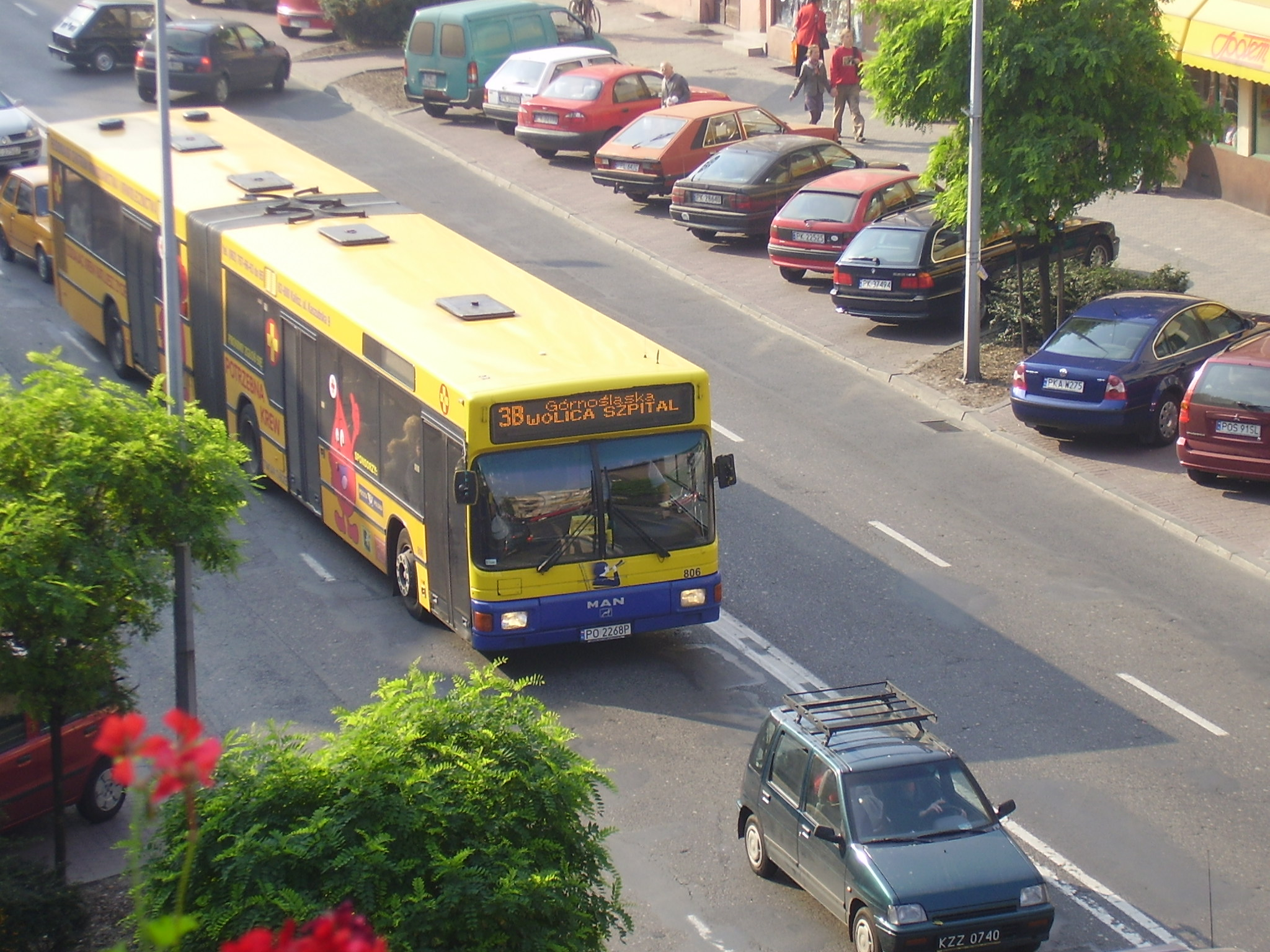
MAN NG 272 na ul. Górnośląskiej

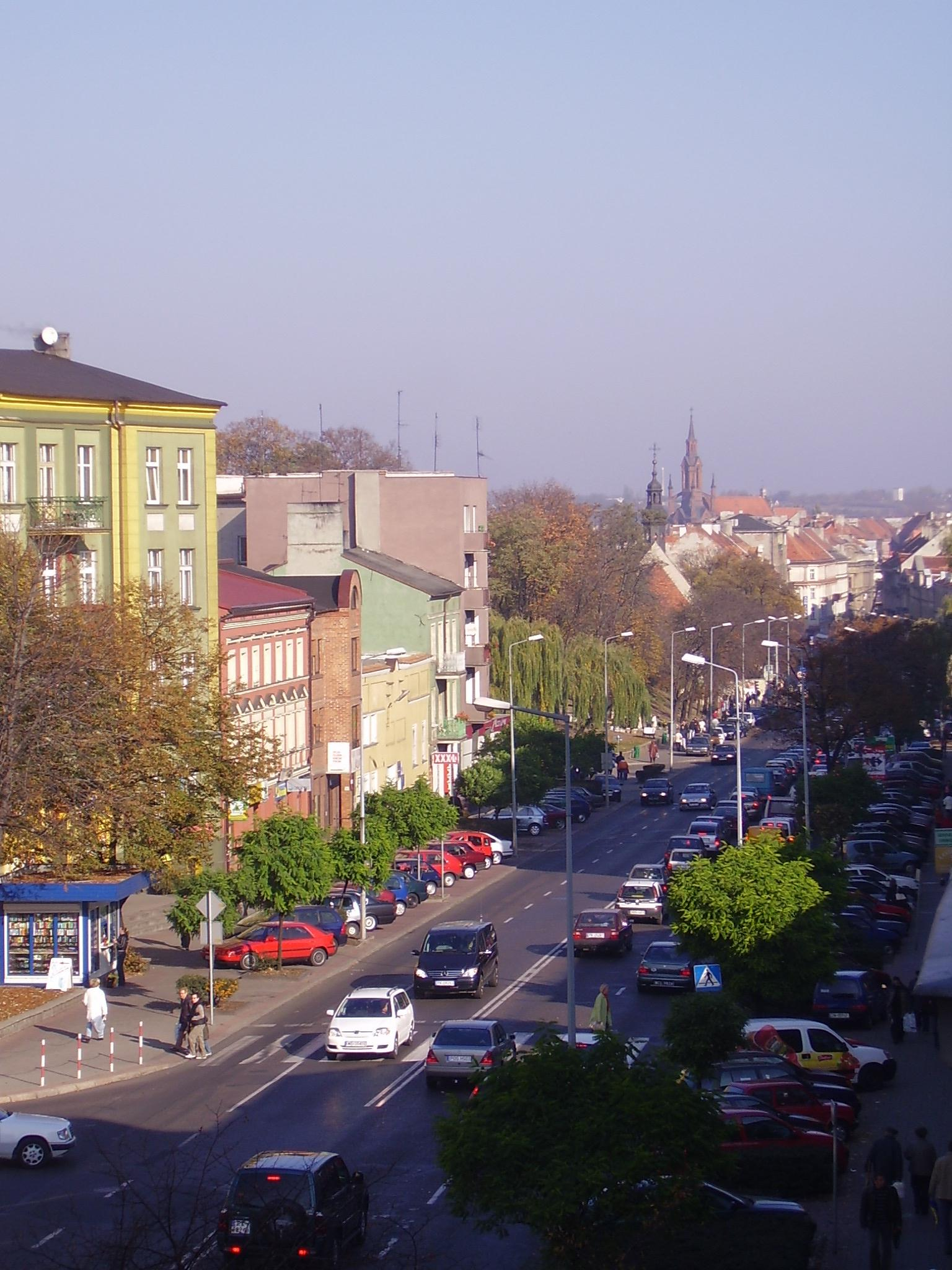
Ulica Górnośląska, widok na północ (2005)

Ulica Górnośląska – jedna z głównych i ruchliwszych ulic centrum Kalisza przechodząca przez dzielnice Rogatka, Czaszki, Kaliniec i osiedle Adama Asnyka. Ma około 1,8 km długości. Jest to główna ulica prowadząca ze Śródmieścia do dzielnic w południowej części miasta.

## Przebieg
Ulica Górnośląska zaczyna się na skrzyżowaniu z trzema innymi ulicami – Nowym Światem, Śródmiejską i Harcerską skąd biegnie na granicy Rogatki i Czaszek. Gdy zaś przecina ją ulica Polna stanowi granicę między Kalińcem a osiedlem Adama Asnyka. Kończy się u zbiegu ulic Podmiejskiej i Wrocławskiej. Na większości skrzyżowań ulica Górnośląska posiada sygnalizację świetlną. Na całej długości jest to droga jednojezdniowa z czterema pasami ruchu.

## Historia
Wytyczona pod koniec XIX wieku jako Trakt Bity Wrocławski, w okresie międzywojennym ulicę poddano gruntownej modernizacji, zmieniając jej nazwę na Górnośląska.
Zanim zbudowano aleję Wojska Polskiego fragment ulicy Górnośląskiej od skrzyżowania z ulicą Legionów był częścią drogi krajowej nr 39 (dzisiejsza droga krajowa nr 25). W 2007 na odcinku od ulicy Śródmiejskiej do Serbinowskiej wyłożono nową nawierzchnię. W listopadzie tego samego roku zaczęto gruntowną modernizację ulicy Górnośląskiej koło ówczesnego dworca PKS (przeniesionego w maju 2009 na ulicę Podmiejską) w związku z budową 200-metrowego odcinka Szlaku Bursztynowego. Wybudowano nowe skrzyżowanie z wyżej wymienioną trasą kilkadziesiąt metrów dalej od istniejącego wówczas skrzyżowania z ulicą Dworcową. Planowany termin zakończenia prac był kilkakrotnie przekładany. Pierwotnie remont miał się zakończyć w kwietniu 2008; ostatecznie zakończył się 31 sierpnia 2008.

## Obiekty
- Cmentarz Miejski, nr 1
- Nowe Fakty Kaliskie, nr 1A
- Polski Komitet Pomocy Społecznej – zarząd rejonowy, nr 6
- cmentarz prawosławny, nr 8
- Ziemia Kaliska, nr 10
- pijalnia czekolady i kawy Chateau Blanc, nr 12
- Spółdzielczy Bank Ludowy, nr 15
- Ergo Hestia, nr 20
- Citibank Handlowy, nr 24
- Poczta Polska, urząd pocztowy nr 4, nr 36A
- Automobilklub Kaliski, nr 37A
- Action supermarket (do ul. Legionów 39A)
- Nasz Rynek, nr 51
- Generali, nr 53-55
- Allianz, nr 60-62
- Deutsche Bank, nr 60-62
- Citibank Handlowy, nr 64-66
- Ośrodek Kultury Plastycznej Wieża Ciśnień, nr 66A
- ING Bank Śląski, nr 67A
- Uniqa, nr 69A
- budynek byłego Miejskiego Ośrodka Kultury w Kaliszu (tzw. pałacyk), nr 71B
- centrum handlowe Pod Zegarem, nr 76A
- PKO Bank Polski, nr 80
- Galeria Amber nr 82

Zabudowę ulicy Górnośląskiej do skrzyżowania z ulicą Polną stanowią kamienice, dalej zaś głównie bloki mieszkalne, a przy samym końcu ulicy znajdują się cztery 11-piętrowe wieżowce.

## Komunikacja
Po ulicy Górnośląskiej jeżdżą następujące linie Kaliskich Linii Autobusowych: 1, 1A, 1B, 2, 3A, 3B, 3C, 3D, 4, 5, 6, 7, 12, 12K, 15, 18, 19, 19E, i 11, a w okresie letnim także 6S i 12G. Jest to większość linii autobusowych KLA. Kursują tu również ostrowskie linie M. Znajduje się tutaj siedem przystanków.